# The Dawn of Love
The Dawn of Love è un film muto del 1916 diretto da Edwin Carewe. Ha come protagonista una nota attrice teatrale, Mabel Taliaferro.

## Trama
In un piccolo villaggio sulla costa, uno dei pescatori, Miles Allen, vive contrabbandando sete e pellicce. Ignara dei traffici del padre, sua figlia Jacqueline si innamora di John Lang, venuto sul posto per indagare sui contrabbandieri. Ward Jennings, il proprietario della barca di Miles, chiede la mano della ragazza ma il pescatore gliela rifiuta. Per vendicarsi, Jennings denuncia l'uomo agli agenti della guardia costiera che vanno per arrestarlo. Nella lotta che ne segue, Miles resta ucciso e Jacqueline, erroneamente, incolpa John della morte del padre. La ragazza chiede aiuto a Ward, ma così scopre che è stato lui a vendere il padre. Aggredita da Ward, Jacqueline lotta sull'orlo della scogliera dalla quale, alla fine, Ward precipita. John conforta Jacqueline: ora i due giovani possono affrontare la vita insieme.

## Produzione
Il film fu prodotto dalla Rolfe Photoplays.

## Distribuzione
Distribuito dalla Metro Pictures Corporation, il film uscì nelle sale cinematografiche statunitensi il 25 settembre 1916.